# Syzygium microphyllum
Espèce
Synonymes
- Eugenia microphylla Bedd.[1]
- Syzygium gambleanum Rathakr. & V.Chithra[1]

Statut de conservation UICN

 EN B1+2c : En danger
Syzygium microphyllum est une espèce de plantes à fleurs de la famille des Myrtaceae. C'est un arbre trouvé au Kerala et au Tamil Nadu en Inde. Il pousse en milieu tropical à saison sèche.

## Publication originale
- Flora of the Presidency of Madras 479. 1919.